# Сепалоне (Беневенто)
Сепалоне је насеље у Италији у округу Беневенто, региону Кампанија.
Према процени из 2011. у насељу је живело 93 становника. Насеље се налази на надморској висини од 254 м.